# Liste de ponts de Malaisie
Cette liste de ponts de Malaisie présente des ponts de Malaisie remarquables tant par leurs caractéristiques dimensionnelles, que par leur intérêt architectural ou historique.

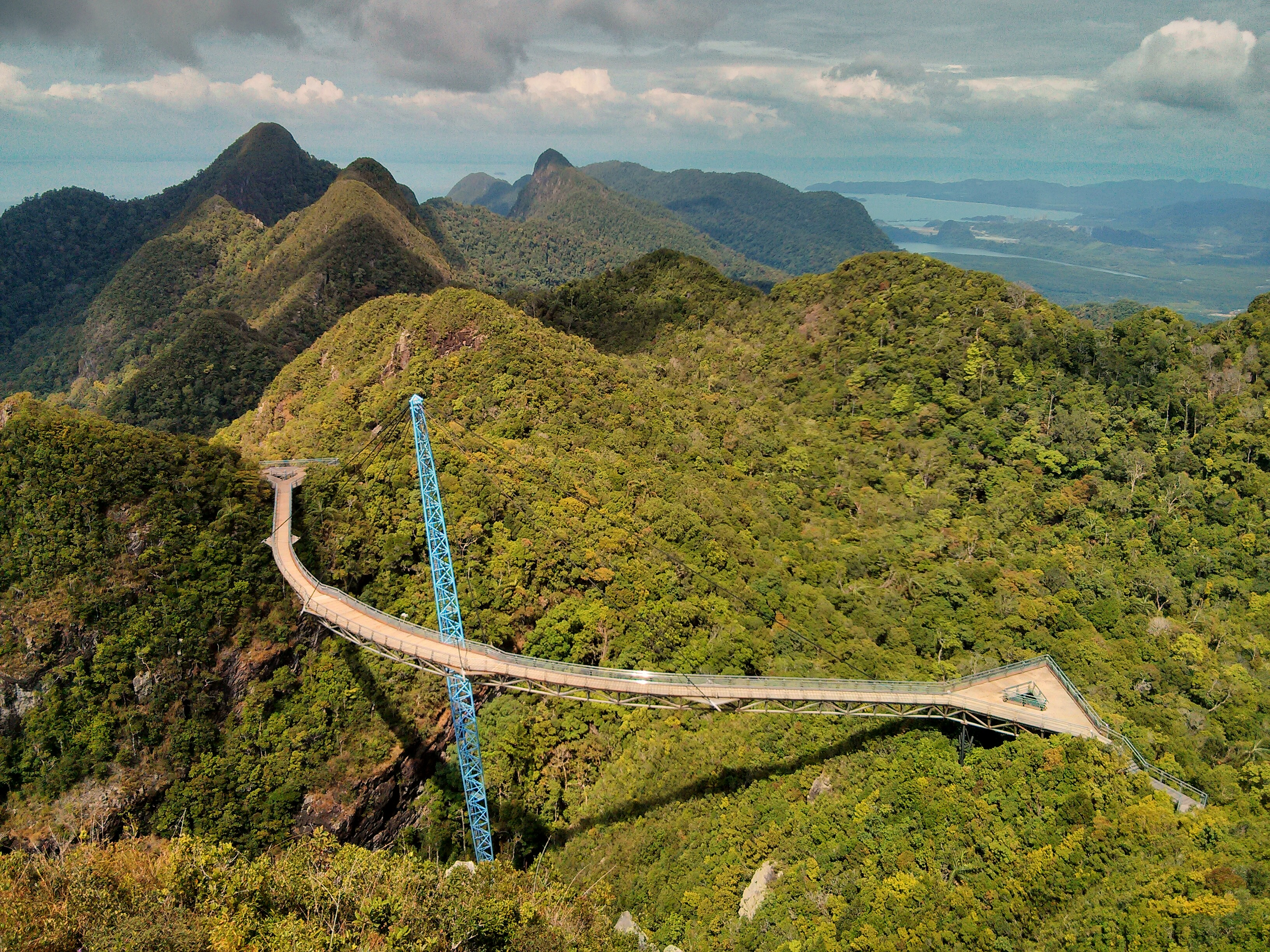
Le Langkawi Sky Bridge propose un point de vue unique sur l'archipel de Langkawi

La catégorie lien donne la classification de l'ouvrage parmi ceux présentés et propose un lien vers la fiche technique du pont sur le site Structurae, base de données et galerie internationale d'ouvrages d'art. La liste peut être triée selon les différentes entrées du tableau pour voir les ponts en arc ou les ouvrages les plus récents par exemple.
Les colonnes portée et longueur, exprimées en mètres indiquent respectivement la distance entre les pylônes de la travée principale et la longueur totale de l'ouvrage, viaducs d'accès compris.

## Ponts présentant un intérêt historique ou architectural
|  |   | Nom                             | Malaisien | Distinction                                                               | Long. | Type                                                                    | Voie portée Voie franchie                     | Date | Localisation                                   | État         | Ref. |
|  | - | ------------------------------- | --------- | ------------------------------------------------------------------------- | ----- | ----------------------------------------------------------------------- | --------------------------------------------- | ---- | ---------------------------------------------- | ------------ | ---- |
|  | 1 | Petronas Towers Skybridge       |           | Passerelle joignant les deux tours Petronas à 170 mètres au-dessus du sol | 58    | Pont à béquilles Tablier et béquilles acier                             | Passerelle                                    | 1998 | Kuala Lumpur 3° 09′ 29,3″ N, 101° 42′ 44,9″ E  | Kuala Lumpur |      |
|  | 2 | Langkawi Sky Bridge             |           | Pont courbe haubané à 700 mètres au-dessus du niveau de la mer            | 125   | Haubané Monopylône, tablier courbe treillis acier, pylône incliné acier | Passerelle Gunung Mat Chinchang               |      | Langkawi 6° 23′ 11,3″ N, 99° 39′ 44,5″ E       | Kedah        |      |
|  | 3 | Sunway Lagoon Suspension Bridge |           | Portée : 428 mètres                                                       | 428   | Suspendu                                                                | Passerelle Sunway Lagoon (parc d'attractions) |      | Petaling Jaya 3° 04′ 10,5″ N, 101° 36′ 25,5″ E | Selangor     |      |

## Grands ponts
Ce tableau présente les ouvrages ayant des portées supérieures à 100 mètres ou une longueur totale supérieure à 500 mètres (liste non exhaustive).
|  |    | Nom                                             | Malaisien                       | Portée | Long. | Type                                                          | Voie portée Voie franchie               | Date | Localisation                                                    | État            | Ref.  |
|  | -- | ----------------------------------------------- | ------------------------------- | ------ | ----- | ------------------------------------------------------------- | --------------------------------------- | ---- | --------------------------------------------------------------- | --------------- | ----- |
|  | 1  | Pont de Sungai Johor                            | Jambatan Sungai Johor           | 500    | 1708  | Haubané Tablier caisson acier, pylônes béton                  | Senai–Desaru Expy - E22 Johor River     | 2011 | Johor Bahru 1° 31′ 42″ N, 104° 01′ 26″ E                        | Johor           | [ 1 ] |
|  | 2  | Pont Seri Saujana                               | Jambatan Seri Saujana           | 300    |       | Pont hydride Pont en arc haubané Acier, tablier intermédiaire | Lebuh Sentosa Lac de Putrajaya          | 2003 | Putrajaya 2° 54′ 48,1″ N, 101° 40′ 35,3″ E                      | Putrajaya       |       |
|  | 3  | Second pont de Penang                           | Jambatan Kedua Pulau Pinang     | 250    | 24000 | Haubané                                                       | E22 Détroit de Pénang                   | 2014 | Batu Kawan - Île de Penang 5° 15′ 41,3″ N, 100° 21′ 08,9″ E     | Penang          | [ 2 ] |
|  | 4  | Monorail Suspension Bridge construction arrêtée |                                 | 240    |       | Suspendu Tablier poutres acier, pylônes béton                 | Putrajaya Monorail Lac de Putrajaya     |      | Putrajaya 2° 54′ 57,9″ N, 101° 40′ 45″ E                        | Putrajaya       |       |
|  | 5  | Pont de Penang                                  | Jambatan Pulau Pinang           | 225    | 13500 | Haubané Tablier et pylônes béton                              | E36 Détroit de Pénang                   | 1985 | Bukit Mertajam - Île de Penang 5° 21′ 14,7″ N, 100° 20′ 47,1″ E | Penang          |       |
|  | 6  | Pont Sungai Prai                                | Jambatan Sungai Prai            | 185    | 1850  | Haubané                                                       | E17 Perai River                         | 2006 | Butterworth 5° 23′ 22,5″ N, 100° 22′ 34,4″ E                    | Penang          | [ 3 ] |
|  | 7  | Pont Seri Wawasan                               | Jambatan Seri Wawasan           | 168    | 240   | Haubané Monopylône, pylône incliné                            | Persiaran Barat Lac de Putrajaya        | 2003 | Putrajaya 2° 55′ 41,1″ N, 101° 41′ 02,6″ E                      | Putrajaya       |       |
|  | 8  | Malaysia-Singapore Second Link                  | Laluan Kedua Malaysia-Singapura | 165    | 1920  | Poutre-caisson Béton précontraint                             | Second Link Expressway - E3 Johor River | 1998 | Johor Bahru 1° 21′ 09,3″ N, 103° 37′ 49,6″ E                    | Johor Singapour |       |
|  | 9  | Pont de Sungai Perak                            | Jambatan Sultan Yusuf           | 160    | 1153  | Poutre-caisson Béton précontraint                             | Federal Route 5 Perak River             | 1988 | Teluk Intan 3° 58′ 03,6″ N, 100° 58′ 25,9″ E                    | Perak           | [ 4 ] |
|  | 10 | Second pont de Muar                             | Jambatan Kedua Muar             | 132    | 632   | Haubané Tablier caisson béton, pylônes béton                  | Federal Route 5 Muar River              | 2004 | Muar 2° 04′ 37,1″ N, 102° 33′ 14,1″ E                           | Johor           |       |
|  | 11 | Pont Seri Gemilang                              | Jambatan Seri Gemilang          | 120    | 233   | Arc Béton, tablier porté                                      | Lac de Putrajaya                        |      | Putrajaya 2° 54′ 00,1″ N, 101° 40′ 45″ E                        | Putrajaya       | [ 5 ] |
|  | 12 | Pont sur l'Ibai                                 |                                 | 100    | 315   | Poutre-caisson Béton précontraint                             | Federal Route 3 Ibai River              | 1997 | Kuala Terengganu 5° 16′ 42,2″ N, 103° 10′ 08,3″ E               | Terengganu      |       |